# Marcos Gil
Marcos Gil Medeiros Daniel (Angola, 1 de Agosto de 1961) é um nadador Angolano, que representou Angola em diversas competições internacionais, destacando-se os Jogos Olímpicos de Verão de 1980 em Moscovo (100m Mariposa Masculinos e Estafeta 4x100m Estilos Masculinos).